# ناشیتسه
ناشیتسه (به کرواتی: Našice) شهری در اوسییک-بارانجا کشور کرواسی است که جمعیت آن در سال ۲۰۱۱ میلادی ۱۷٬۵۳۱ نفر بوده‌است.